# Единбург (Северна Дакота)
Единбург (енгл. Edinburg) град је у америчкој савезној држави Северна Дакота.

## Демографија
По попису из 2010. године број становника је 196, што је 56 (-22,2%) становника мање него 2000. године.
| Група             | 2000.       | 2010.       |
| Белци             | 245 (97,2%) | 186 (94,9%) |
| Афроамериканци    | 0 (0,0%)    | 0 (0,0%)    |
| Азијати           | 1 (0,4%)    | 1 (0,5%)    |
| Хиспаноамериканци | 1 (0,4%)    | 5 (2,6%)    |
| Укупно            | 252         | 196         |